# María Ángeles Ruiz-Tagle Morales
María Ángeles Ruiz-Tagle Morales (Sevilla, 1942) es una médica hematóloga, política y feminista española que ha centrado su activismo en la defensa de los derechos fundamentales de las mujeres y la erradicación de la violencia de género. Preside  la Asociación de Mujeres Separadas y Divorciadas "Consuelo Bergés", que fundó en 1995. 

## Biografía
Estudió Medicina en Sevilla, ciudad en la que se licenció en 1969. En su etapa de estudiante en la Universidad sevillana luchó en la clandestinidad por las libertades junto a otros personajes del socialismo como Felipe González y Alfonso Guerra.
Se trasladó a Cantabria el mismo año de su licenciatura para ejercer como hematóloga, su especialidad. Allí trabajó en el  Hospital Universitario Marqués de Valdecilla, siendo la primera mujer en incorporarse al servicio de Hematología y Hemoterapia, en el que permaneció hasta su jubilación en 2007. 
En su etapa como política, que siempre compaginó  con su carrera como hematóloga, participó en la fundación del PSOE cántabro (PSC-PSOE), del que tiene el carné número 3,  y del sindicato UGT. En las elecciones municipales de 1979, las primeras democráticas tras el franquismo, fue elegida concejala en el Ayuntamiento de Santander, formando parte de la corporación como primera teniente alcalde, y en 1983 fue elegida diputada en la Primera Asamblea Regional de Cantabria.
Su actividad como médica y política siempre ha estado unida a su activismo feminista, participando en distintas asociaciones de mujeres. En 1995 constituyó la Asociación de Mujeres Separadas y Divorciadas "Consuelo Berges", que preside desde entonces, y cuyo objetivo es luchar por los derechos fundamentales de las mujeres y la igualdad de oportunidades.
Fue cofundadora en 1990 del Lobby Europeo de Mujeres y vicepresidenta de 1995 a 2005 de la Asociación de Mujeres de Europa Meridional, dedicada a la defensa de los derechos de la mujer en España, Francia, Grecia, Italia y Portugal.
Ha sido también presidenta del Centro de Ayuda a Mujeres Víctimas de Violencia de Género “Plaza Mayor” de Salamanca, presidenta de la Federación de Mujeres Progresistas de Castilla y León, vicepresidenta de la Federación de Mujeres Progresistas y presidenta y tesorera de la UNAF (Unión de Asociaciones Familiares), que defiende los derechos de las familias, independientemente del modelo que presenten. 
Estuvo casada con Jaime Blanco -presidente de Cantabria entre diciembre de 1990 y julio de 1991- del que más tarde se separó y con el que tuvo un hijo.
Ha escrito artículos en diferentes publicaciones sobre violencia de género, igualdad entre mujeres y hombres y educación, y colabora en el máster y el doctorado en Estudios Interdisciplinares de Género y Políticas de Igualdad de la Universidad de Salamanca.

## Premios y reconocimientos
Premio Mujer Trabajadora concedido por UGT Cantabria (2006).
Premio Homenaje de la Dirección General de la Mujer de Cantabria “Mujeres para Mujeres” (2007).

## Publicaciones
- "Las relaciones partido-movimiento feminista" (Madrid.1998)
- "La paridad, un derecho de ciudadanía" (1999)
- "Movimientos sociales" con Nieves Pérez Alonso. II Congreso Internacional sobre Género y Políticas de Acción Positiva, Vol. 1, 1999,  84-87595-76-6, págs. 219-233.
- "Situación actual del maltrato doméstico en Cantabria"  con Beatriz Gómez Fernández-Oruña (2000).
- "Planificación de los recursos hídricos de la Comarca del Alto-Medio Almanzora (Almería)" con J. Frías Redondo, C. Martín Cuadrado, Luis Manuel Sánchez Fernández. VI Simposio del Agua en Andalucía: 1 a 3 de junio, 2005 Sevilla / Juan Antonio López Geta (ed. lit.), J. C. Rubio Campos (ed. lit.), M. Martín Machuca (ed. lit.), Vol. 2, 2005,  84-7840-578-X, págs. 777-786.